# Lista federațiilor sportive din România
Această listă conține enumerarea federațiilor sportive române la nivelul anului 2019. În România, sportul de performanță este practicat într-un cadru organizat, iar organul care îndrumează și controlează activitatea dintr-o anumită ramură sportivă poartă numele de "federație".
Conform statisticii din 2019, federația cu cele mai multe secții sportive afiliate și cei mai mulți sportivi legitimați este Federația Română de Fotbal. Tot Federația Română de Fotbal are cei mai mulți antrenori și arbitri, primii fiind în număr de 3.143, respectiv 4.405.
| Federație                                       | Secții | Sportivi | Antrenori | Instructori | Arbitri |
| ----------------------------------------------- | ------ | -------- | --------- | ----------- | ------- |
| Federația Aeronautică Română                    | 16     | 617      | 58        | 251         | 84      |
| Federația Română de Aikido                      | 18     | 1.037    | 19        | 34          | 19      |
| Federația Română de Alpinism și Escaladă        | 29     | 410      | 11        | 20          | 7       |
| Federația Română de Arte Marțiale               | 145    | 3.153    | 95        | 87          | 197     |
| Federația Română de Arte Marțiale de Contact    | 73     | 970      | 41        | 32          | 45      |
| Federația Română de Atletism                    | 230    | 7.377    | 578       | 19          | 365     |
| Federația Română de Automobilism Sportiv        | 141    | 1.384    | -         | -           | 332     |
| Federația Română de Badminton                   | 40     | 705      | 32        | 21          | 42      |
| Federația Română de Baschet                     | 272    | 32.890   | 540       | -           | 132     |
| Federația Română de Baseball și Softball        | 27     | 487      | 32        | -           | 36      |
| Federația Română de Bob și Sanie                | 28     | 704      | 28        | 2           | 73      |
| Federația Română de Bowling                     | 18     | 253      | -         | 1           | -       |
| Federația Română de Box                         | 194    | 1.056    | 137       | 53          | 134     |
| Federația Română de Bridge                      | 26     | 640      | 21        | 32          | 38      |
| Federația Română de Canotaj                     | 34     | 753      | 56        | -           | 59      |
| Federația Română de Chanbara                    | 27     | 496      | 266       | 7           | 18      |
| Federația Română de Ciclism                     | 59     | 534      | 37        | 5           | 89      |
| Federația Română de Cricket                     | 15     | 365      | -         | -           | 9       |
| Federația Română de Culturism și Fitness        | 73     | 558      | 16        | -           | 16      |
| Federația Română de Dans Sportiv                | 213    | 16.738   | 186       | 30          | 167     |
| Federația Română de Darts                       | 15     | 131      | -         | -           | -       |
| Federația Ecvestră Română                       | 49     | 480      | 42        | 6           | -       |
| Federația Română de Fotbal                      | 2.952  | 127.997  | 3.143     | 1.969       | 4.405   |
| Federația Română de Fotbal Tenis CAJ            | 34     | 598      | 14        | 33          | -       |
| Federația Română de Gimnastică                  | 48     | 878      | 166       | 10          | 63      |
| Federația Română de Gimnastică Ritmică          | 26     | 464      | 34        | 5           | 23      |
| Federația Română de Go                          | 23     | 2.669    | 3         | 27          | 23      |
| Federația Română de Golf                        | 8      | 113      | -         | 10          | 8       |
| Federația Română de Haltere                     | 35     | 613      | 47        | 2           | 26      |
| Federația Română de Handbal                     | 256    | 7.998    | 402       | -           | -       |
| Federația Română de Hochei pe Gheață            | 68     | 2.020    | 55        | -           | 33      |
| Federația Română de Hochei pe Iarbă             | 9      | 152      | 9         | -           | 14      |
| Federația Română de Judo                        | 183    | 3.897    | 183       | 45          | 87      |
| Federația Română de Kaiac-Canoe                 | 52     | 1.425    | 64        | 2           | 1       |
| Federația Română de Karate                      | 190    | 9.983    | 199       | 90          | 113     |
| Federația Română de Karate Kyokushin            | 39     | 756      | 17        | 29          | 26      |
| Federația Română de Karate Tradițional          | 74     | 1.212    | 47        | 57          | 39      |
| Federația Română de Karate WUKF                 | 116    | 6.119    | 102       | 219         | 86      |
| Federația Română de Karate Kempo                | 144    | 5.260    | 132       | 67          | 59      |
| Federația Română de Karting                     | 23     | 188      | 4         | 46          | 82      |
| Federația Română de Lupte                       | 186    | 3.508    | 207       | 5           | 59      |
| Federația de Minifotbal din România             | -      | -        | -         | -           | -       |
| Federația Română de Modelism                    | 49     | 862      | 44        | 17          | 188     |
| Federația Română de Motociclism                 | 93     | 2.052    | 12        | 2           | 95      |
| Federația Română de Natație și Pentatlon Modern | 146    | 4.014    | 182       | 57          | 229     |
| Federația Română de Oină                        | 36     | 1.433    | 35        | 43          | 22      |
| Federația Română de Orientare                   | 46     | 314      | 32        | 24          | 110     |
| Federația Română de Pescuit Sportiv             | -      | -        | -         | -           | -       |
| Federația Română de Pangration Athlima          | 16     | 228      | -         | -           | 10      |
| Federația Română de Patinaj                     | 39     | 274      | 23        | 27          | -       |
| Federația Română de Polo                        | 41     | 887      | 66        | 2           | 93      |
| Federația Română de Popice                      | 23     | 338      | 8         | 7           | 16      |
| Federația Română de Powerlifting                | 35     | 786      | 7         | 21          | 14      |
| Federația Română de Radioamatorism              | 51     | 1.212    | 31        | 5           | 85      |
| Federația Română de Rugby                       | 103    | 3.123    | 101       | 252         | 96      |
| Federația Română de Sambo                       | 41     | 736      | 16        | 11          | 10      |
| Federația Română de Schi Biatlon                | 67     | 2.308    | 107       | -           | 169     |
| Federația Română de Scrabble                    | 22     | 419      | 4         | -           | 6       |
| Federația Română de Scrimă                      | 68     | 1.621    | 83        | 25          | 38      |
| Federația Română de Snooker                     | 11     | 272      | 4         | -           | 4       |
| Federația Română de Squash                      | 16     | 687      | 26        | 16          | 34      |
| Federația Română de Șah                         | 241    | 18.341   | 181       | 229         | 170     |
| Federația Română Sportul Pentru Toți            | 42     | -        | -         | 1.813       | -       |
| Federația Română de Table/Backgammon            | -      | -        | -         | -           | -       |
| Federația Română de Tawkwondo ITF               | 27     | 2.958    | 26        | 61          | 57      |
| Federația Română de Tawkwondo WT                | 49     | 4.764    | 47        | 70          | 76      |
| Federația Română de Tenis                       | 386    | 3.386    | -         | -           | -       |
| Federația Română de Tenis de Masă               | 113    | 1.009    | 84        | 3           | 211     |
| Federația Română de Tir cu Arcul                | 40     | 610      | 20        | 28          | 39      |
| Federația Română de Tir Sportiv                 | 70     | 1.267    | 57        | 5           | 41      |
| Federația Română de Triatlon                    | -      | -        | -         | -           | -       |
| Federația Română de Volei                       | 180    | 3.651    | 209       | -           | 168     |
| Federația Română de Vovinam Viet-Vo-Dao         | 8      | 171      | 4         | 7           | 19      |
| Federația Română de Wushu Kungfu                | 29     | 702      | 27        | 19          | 41      |
| Federația Română de Yachting                    | 23     | 799      | 13        | 8           | 19      |
| Comitetul Național Paralimpic                   | 29     | 385      | 14        | -           | -       |

| Total | Secții | Sportivi | Antrenori | Instructori | Arbitri |
| ----- | ------ | -------- | --------- | ----------- | ------- |
| Total | 3.379  | 106.632  | 4.890     | 1.707       | 4.830   |